# Etrian Odyssey (computerspelserie)
Etrian Odyssey is een serie rollenspellen ontwikkeld door Atlus en uitgebracht voor de Nintendo DS en 3DS. De spelserie werd in 2016 eigendom van Sega en was in dat jaar ruim 1,5 miljoen keer verkocht.

## Spellen
Het eerste spel in de serie, getiteld Etrian Odyssey (in Japan uitgebracht als Sekaiju no Meikyu) werd in 2007 door Atlus uitgebracht voor de Nintendo DS. Het spel werd positief ontvangen door spelers en critici. Er werden nog twee hoofdstukken uitgebracht voor de DS, terwijl de daarop volgende vijf afleveringen zijn uitgebracht voor de 3DS.
De gameplay van de serie is gebaseerd op klassieke computerspellen in het subgenre dungeon crawler. De speler heeft de leiding over een groep personages met verschillende klassen en vaardigheden, en moet een ondergrondse kerker verkennen die is onderverdeeld in verschillende ondergrondse niveaus. Men vecht tegen verschillende monsters in een klassiek beurtelings duel dat typisch is voor Japanse rollenspellen, met een overzicht in de stijl van Dragon Quest.
Een kenmerk van de serie is de mogelijkheid om op het aanraakscherm van de DS en 3DS een kaart te tekenen van het gebied dat de speler momenteel verkent.

## Serie
| Jaar | Titel                                      | Platform                            |
| ---- | ------------------------------------------ | ----------------------------------- |
| 2007 | Etrian Odyssey                             | Nintendo DS                         |
| 2007 | Etrian Odyssey II: Heroes of Lagaard       | Nintendo DS                         |
| 2010 | Etrian Odyssey III: The Drowned City       | Nintendo DS                         |
| 2012 | Etrian Odyssey IV: Legends of the Titan    | Nintendo 3DS                        |
| 2013 | Etrian Odyssey Untold: The Millennium Girl | Remake van Etrian Odyssey           |
| 2014 | Etrian Odyssey 2 Untold: The Fafnir Knight | Remake van EO II: Heroes of Lagaard |
| 2016 | Etrian Odyssey V: Beyond the Myth          | Nintendo 3DS                        |
| 2018 | Etrian Odyssey Nexus                       | Nintendo 3DS                        |

### Spin-off
- Etrian Mystery Dungeon (2015)
- Etrian Mystery Dungeon 2 (2017)